# Національна опера Греції
Націона́льна о́пера Гре́ції (грец. Εθνική Λυρική Σκηνή — Національна лірична сцена) — державний театр, розташований в Афінах на вулиці Харілаоса Трикупіса. Управління театром здійснює безпосередньо Міністерство культури Греції, Рада піклувальників та художній директор.

## Історія заснування
Наприкінці 1880-х років перша грецька опера була представлена на старим Театром Букура в Афінах. Між 1888 і 1890 грецьких опера гастролювала регіонами, де мешкала чисельна грецька діаспора, зокрема у Єгипетському хедиваті, Османській імперії і Румунському королівстві із операми Моцарта, Доніцетті, Белліні.
1924 року після гастролей у США та остаточного ствердження як видатна культурна установа в Греції та за кордоном, грецький уряд почав надавати підтримку театру. Вже 1939 року була офіційно заснована Національна опера Греції під керівництвом Костіса Бестіаса, а з 1944 року опера діяла як автономна організація в її нинішньому вигляді.
В період з 1982 по 1986 рік членом ради директорів Національної опери був значний новогрецький прозаїк Меніс Кумантареас.

## Сучасний етап
Національна опера несе відповідальність за широке коло заходів, включаючи презентації оперних вистав, балетних постановок, симфонічних концертів, спеціальних презентацій оперних і балетних вистав для дітей. Театр організовує національний архів музики, музичні бібліотеки та музей власне Національної опери Греції, який експонуватиме костюми, партитури і багато інших предметів з вистав театру. Трупа театру гастролює як Грецією, так і за кордоном.
Свої постановки грецька Національна опера представляє на трьох сценах:
- Театр Олімпія, центральна сцена якого носить ім'я Марії Каллас;
- Театр Акрополь має Нову сцену та Дитячу сцену, здебільшого представляє оперети та вистави для дітей;
- Лірична сцена — експериментальна театральна студія;
- головна сцена з 2017 знаходиться в культурному центру імені Ставроса Ніархоса.

## Хор і балет
Хор грецької Національної опери існує з 1939 року і складається з професійних співаків. На додаток до основних оперних творів репертуар опери охоплює широке коло творів грецьких композиторів, оперет, ораторій і релігійних музичних творів.
На додаток до стандартного класичного і романтичного репертуару, візитівкою Національної опери Греції є сучасний грецький танець. За підтримки держави нині балетна трупа має свою власну репетиційну студію. Особливо важливий внесок у розвиток балету в Національній опері Греції зробила хореограф, уродженка Києва, Тетяна Мамакі.